# Cubeletto

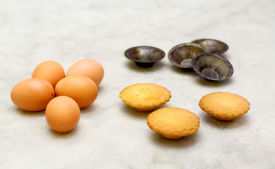
Cubeletti e il relativo stampo

I cubeletti o gobeletti sono dei dolci di pastafrolla ripieni di confettura di frutta, in genere di mele cotogne. Hanno la forma di piccoli panieri, composti in speciali stampi.
Specialità tradizionale di alcune cittadine liguri quali Cogoleto, Finale Ligure e Rapallo che ne reclama una qualche paternità, coniando appositamente la denominazione “cubeletto di Rapallo” che dal 2012 ha ottenuto la denominazione comunale d'origine.

## Storia
Il suo nome subisce variabili, a seconda dell'esatta collocazione geografica in cui ci si trova, viene chiamato cubeletto, cobeletto, gubeletto o gobeletto. Questi biscotti di pasta frolla riempiti di confettura, avevano un tempo una forma che ricordava dei panettoncini in miniatura, forma assai diversa da quella che si trova spesso in commercio attualmente: un disco concavo farcito e coperto da un cappello di frolla. La forma originale si ottiene da uno stampo in metallo a forma di tronco di cono rovesciato, completata da un piccolo cappello di pasta (da cui per assonanza il nome cubeletto), con bordo smerlato. La tradizione li vuole presenti sulla mensa per la festa di Sant'Agata, che ricorre il 5 febbraio.
Rapallo ne reclama la paternità, in quanto nello storico locale "Caffe Pasticceria Canepa1862" il cubeletto viene prodotto sin dal 1862.

## Cubeletto di Rapallo
Il cubeletto di Rapallo si differenzia dagli altri per la sua forma particolare e ben definita nonché per l'uso della caratteristica confettura di mele cotogne.
Dal 2012 il “Cubeletto di Rapallo” ottiene la Denominazione Comunale o DE.CO.
Tale disciplinare nella dichiarazione definitiva degli ingredienti e della forma tradizionale.
Ingredienti:
- Per l'impasto della frolla: farina di grano tenero - farina di farro (facoltativo, dose massima 30%) - burro italiano di panna fresca - uova fresche di categoria A - zucchero semolato - buccia grattugiata di limone in foglia - non trattato - sale fino marino.
- Per il ripieno: confettura italiana di mele cotogne.
- Forma a cono tronco di circonferenza esterna 6,5 cm, e interna 5,5 cm e altezza massima 2 cm.